# Coupe des nations de dressage 2017
Navigation
2016 2018
La Coupe des nations de dressage 2017 (en anglais FEI Nations Cup Dressage 2017), est la 5e édition du circuit coupe des nations organisé par la FEI dans cette discipline.

## Calendrier et résultats
| Date                  | Lieu                              | Équipe vainqueur |
| --------------------- | --------------------------------- | ---------------- |
| 21 au 26 mars 2017    | Wellington, États-Unis CDIO3*     | Canada           |
| 5 au 7 mai 2017       | Kiev, Ukraine CDIO4*              | Annulé           |
| 18 au 21 mai 2017     | Compiègne, France CDIO5*          | Royaume-Uni      |
| 1er au 5 juin 2017    | Uggerhalne, Danemark CDIO4*       | Danemark         |
| 22 au 25 juin 2017    | Rotterdam, Pays-Bas CDIO5*        | États-Unis       |
| 13 au 16 juillet 2017 | Falsterbo, Suède CDIO5*           | Suède            |
| 19 au 23 juillet 2017 | Aix-La-Chapelle, Allemagne CDIO5* | Allemagne        |
| 27 au 30 juillet 2017 | Hickstead, Royaume-Uni CDIO3*     | France           |

## Classement
|            | Équipe/Épreuve | Points    | Points     | Points    | Points    | Points          | Points    | Points | Total |
| Wellington | Équipe/Épreuve | Compiègne | Uggerhalne | Rotterdam | Falsterbo | Aix-La-Chapelle | Hickstead |        | Total |
| ---------- | -------------- | --------- | ---------- | --------- | --------- | --------------- | --------- | ------ | ----- |
| 1          | Suède          | —         | 13         | —         | 13        | 15              | 11        | —      | 52    |
| 2          | États-Unis     | —         | (7)        | 7         | 15        | 9               | 13        | (7)    | 44    |
| 3          | Danemark       | —         | 9          | 12        | —         | 111             | 9         | —      | 41    |
| 4          | Royaume-Uni    | —         | 15         | —         | 9         | —               | 6         | 6      | 36    |
| 5          | Pays-Bas       | —         | 11         | 9         | 7         | —               | —         | 8      | 35    |
| 6          | Allemagne      | —         | —          | —         | 11        | —               | 15        | —      | 26    |
| 7          | France         | —         | 5          | —         | —         | —               | —         | 10     | 15    |
| 8          | Russie         | —         | —          | —         | —         | 13              | —         | —      | 15    |
| 9          | Finlande       | —         | —          | 10        | —         | —               | —         | —      | 10    |
| 10         | Espagne        | —         | —          | —         | —         | —               | 7         | —      | 7     |
| 11         | Belgique       | —         | 6          | —         | —         | —               | —         | —      | 6     |